# Walibi Group

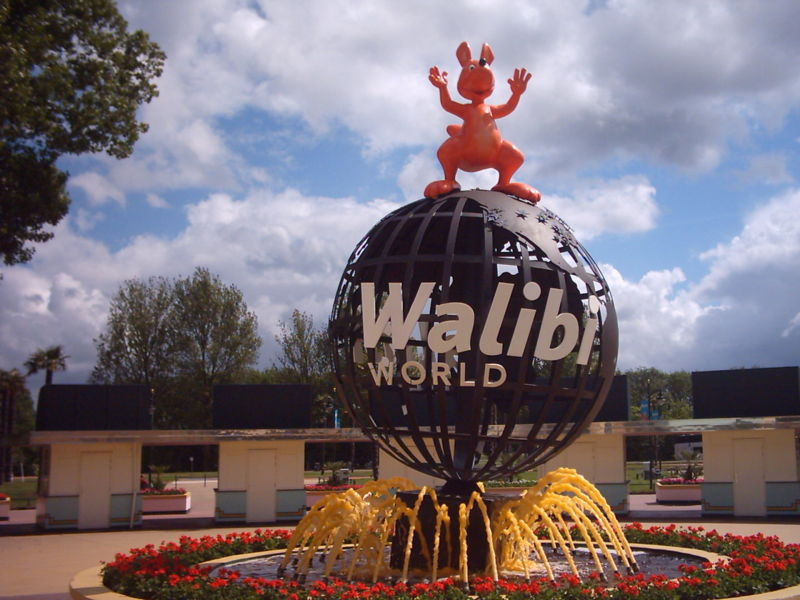
De ingang van Walibi Holland (destijds Walibi World) met parkmascotte Walibi

Walibi Group was een Belgische keten van attractieparken. Het bedrijf werd opgericht in 1989 door de oprichter van Walibi Belgium, Eddy Meeùs, en bezat zes attractieparken.

## Geschiedenis

### Oprichting
In 1975 opende Walibi Belgium, eerst onder de naam Walibi. Iets minder dan vijftien jaar later wilde Eddy Meeùs, oprichter van het park, meer parken in zijn bezit.
In 1988 bracht Meeùs de oranje kangoeroe, de mascotte van Walibi, op de beurs van Brussel. Eén jaar later, in 1989, werd de Walibi Group opgericht. De oranje kangoeroe bleef niet langer uitsluitend in Walibi Belgium.
Meeùs richtte dat jaar ook Mini-Europa op. Dat werd meteen het tweede park van de groep. Oorspronkelijk was het bedoeld als een nieuw parkgedeelte in Walibi Belgium, maar het concept bleek te omvangrijk voor het park, en werd daarom op een andere locatie geopend als zelfstandig park.

### Nieuwe parken
Het eerste nieuwe park dat werd aangekocht door de groep, was Walibi Rhône-Alpes (voor de overname Avenir Land geheten). Dat gebeurde nog hetzelfde jaar. Meeùs had al sinds 1982 aandelen in het park, wat in 1979 opende. In 1990 vergezelde Walibi Schtroumpf de groep (voorheen Big Bang Schtroumpf). Later kreeg het de naam Walibi Lorraine (en sinds 2006 heet het Walygator Grand-Est). Verder werd in 1990 het Belgische Bellewaerde toegevoegd aan de bezittingen van de groep. In tegenstelling tot de andere parken, werd de naam hier niet in Walibi gewijzigd.
In 1991 nam de groep de failliete Flevohof over. In 1994 heropende op deze locatie het volgende Walibipark: Walibi Flevo (nu Walibi Holland). 
In 1992 nam de Walibi Group het verlieslatende Océade over, een groep van drie waterparken (twee in Frankrijk en één in Brussel, België). De twee Franse parken sloten daarop hun deuren, en het Brusselse werd hernoemd tot Océade Belgium. Tot slot werd datzelfde jaar in het zuiden van Frankrijk een geheel nieuw park uit de grond gestampt: Walibi Aquitaine (sinds 2021 Waligator Sud-Ouest). Dit was het laatste nieuwe park in de groep.

### Verkoop van de attractieparken

#### Six Flags
In 1998 werd de groep en alle zes de attractieparken verkocht aan Premier Parks, het latere Six Flags. Het geheel werd aangevuld met twee Warner Bros-parken; het huidige Movie Park Germany en Warner Bros Madrid. Deze acht parken werden gebundeld onder de naam Six Flags European Division. De taak van Meeùs zat erop en de parken zouden een fantastische tijd tegemoet gaan, met veel grote nieuwe attracties. Het ging fout bij Six Flags, dat het Europese avontuur na vijf jaar al voor bekeken hield.

#### Nageschiedenis
Toen Six Flags zich in 2004 terugtrok uit Europa, werden de parken van de Walibi Group (samen met Movie Park Germany) verkocht aan het Britse bedrijf Palamon Capital Partners. Dat bundelde de parken onder de naam StarParks en bouwde de parken weer om van Six Flags- naar Walibiparken. In 2006 werden vijf van de zeven parken (de parken van de Walibi Group, zonder Walibi Lorraine) overgenomen door Compagnie des Alpes, een Frans bedrijf dat naast pretparken ook skigebieden uitbaat en anno 2023 de parken nog altijd beheert. Walibi Lorraine werd verkocht aan de twee kermisbroers Didier en Claude Le Douarin, en Movie Park Germany werd na een lange financiële strijd in 2010 eigendom van Parques Reunidos.

### Niet verkochte bezittingen
De twee overige bezittingen van de Walibi Group, Mini-Europa en Océade Belgium, werden niet verkocht, waarna ze opnieuw privébezit van Eddy Meeùs werden. Sinds diens overlijden zijn ze onder het beheer van zijn zoon, Thierry Meeùs.